# 三菱・ギャランGTO
コルトギャランGTO（コルトギャラン ジーティーオー、COLT Galant GTO）は、三菱自動車工業がかつて製造・販売していたファストバッククーペ型の乗用車である。

## 概要
1969年に「ギャランクーペGTX-1」として東京モーターショーに出展された後、1970年10月に発売。コルトギャランの基本設計を流用しつつ、スポーティな新型ハードトップクーペとして登場した。ドアパネルをギャランハードトップと共通とした以外は専用設計である。
そのスタイリングは「ダイナウェッジライン」と称したスタイリッシュなフォルムで（『絶版日本車カタログ』三推社・講談社　64頁参照）、トランクリッド後端の跳ね上がったダックテールは日本初である。当時のアメリカ製マッスルカーのトレンドを、小型車のサイズに巧みに反映させた精悍なものと評された。発売当初のキャッチコピーは「Hip up coupe（ヒップアップクーペ）」。
- 1970年10月 - 発表、発売。1.6 Lの4G32型SOHCエンジンを搭載。テールランプは赤一色の角型4灯で、リアウインカーはブレーキランプと共用。テールは4灯同時に点灯、ウインカー作動時は片側2灯ずつ点滅する。
- 1970年12月 - トップグレード「MR」を追加。DOHCヘッド化された4G32型エンジンを搭載する。メッキグリルと黒いライトベゼルが特徴。
- 1972年2月 - 1.7 Lの4G35型SOHCエンジンを搭載した17Xシリーズとなり、AT車を追加。「MR」を除く4G32型エンジン搭載車は廃止。赤4灯だったテールランプの内側2灯がウインカーとして割り振られ、レンズがオレンジ色になった。
- 1972年8月 - 昭和48年排出ガス規制に適合しない「MR」を廃止。総生産台数は835台と少数に留まる。
- 1973年1月 - マイナーチェンジ。フロントグリル、テールランプの意匠変更。テールは角形4灯からひらがなの「く」型を基調としたデザインとされた。デザイン変更により、独立したウインカーを配置した上で再びテール／ブレーキランプが4灯になっている。「1700SL」以外、2,000ccのアストロンエンジン（4G52型SOHCエンジン）へ移行する。トップグレードの「GS-R」はMRと同じ125馬力。
- 1973年10月 - 一部改良（安全対策）。
- 1974年8月 - 保安基準改正により「GS-R」のオーバーフェンダー装着車を廃止。
- 1975年2月 - 2度目のマイナーチェンジ（仕様変更・安全対策）。3速AT車が廃止。2,000ccはサイレントシャフトが搭載されたアストロン80エンジン（4G52型エンジン）に変更。馬力変更はなし。「GS-R」は高速走行時に車体を安定させる効果のあるエアダムスカートを装着。
- 1975年10月 - 一部変更。昭和51年排出ガス規制適合により全車パワーダウンを余儀なくされる。「1700SL」が4速MTから5速MTに変更され、「1700SL-5」に改称。
- 1976年5月 - 一部変更（仕様変更・安全対策・最終型）。自動車保安基準改正による安全対策の強化のため前後バンパーの側面部分に黒色塩ビ樹脂製のサイドプロテクターが標準で装着される。同時にグレードが整理され、需要不振を理由に「2000GS-5」のみカタログ落ちとなる。
- 1977年7月 - 昭和53年排出ガス規制に適合せず生産終了。流通在庫分のみの販売となる。
- 1978年3月 - 販売終了。日本国内における総生産・販売台数は9万5,720台。実質的な後継車は三菱・ギャランΛ。

## 車名の由来
- GTOは「Gran Turismo Omologato」（イタリア語でGTレース用ホモロゲーションモデル）を意味する。フェラーリ・250GTOやポンティアック・GTOと同一。
- グレード名のMRは「Mitsubishi Racing」を意味し、これ以降も三菱の最上級スポーツモデル（GTO、ランサー、ランサーエボリューションなど）に与えられる名称として受け継がれていく。